# Myotis montivagus
Myotis montivagus är en fladdermusart som först beskrevs av George Edward Dobson 1874.  Myotis montivagus ingår i släktet Myotis och familjen läderlappar. IUCN kategoriserar arten globalt som livskraftig. Inga underarter finns listade i Catalogue of Life. Wilson & Reeder (2005) skiljer mellan fyra underarter.
Denna fladdermus förekommer med flera från varandra skilda populationer i södra Asien från Indien till sydöstra Kina, Malackahalvön och Borneo. Den lever i låglandet och i bergstrakter vanligen upp till 1100 meter över havet (ibland upp till 1850 meter). Habitatet utgörs av olika slags skogar och av jordbruksmark.
Myotis montivagus vilar i grottor och i sprickor i klippor eller i byggnadsverk. Vid viloplatsen bildas mindre kolonier.